# Château de Raudonė
Le château de Raudonė est un château situé à Raudonė en Lituanie. Sa construction a débuté à la fin du XVIe siècle.
Il appartenait à cette époque au roi Sigismond II. Un château néo-Renaissance a été construit sur les ruines de l'ancien par un chevaliers germanique, Hieronymus Krispin-Kirschenstein.
Le château a été remanié plusieurs fois depuis.Au XVIIIe siècle, les propriétaires polonais de Raudone, la famille noble Olenski, demande à Laurynas Gucevičius, de rénover le château.
Le propriétaire suivant, le prince russe Platon Alexandrovitch Zoubov acquiert le château dans la première moitié du XIXe siècle et sa famille le transforme à nouveau. L'architecte en est alors Wawrzyniec Cezary Anichini (en)
Aujourd'hui, le château est un exemple typique de l'architecture néo-gothique du XIXe siècle. Ses derniers propriétaires privés furent Sophie Waxell (1835-1887) (un Zoubov) et son époux portugais José Carlos de Faria e Castro (1835-1910), ayant eu un fils Joseph de Faria e Castro (1876-1947).
Le château originelle est le lieu d'un légende de Prusse-Orientale, le "jeune fille blanche de Bayerburg".